# Dendrelaphis pictus
Espèce
Synonymes
- Coluber ahaetulla Linnaeus, 1758
- Coluber pictus Gmelin in Linnaeus, 1789
- Coluber decorus Shaw, 1802
- Ahaetulla fasciata Link, 1807
- Ahaetulla bellii Hardwicke & Gray, 1834
- Dendrophis proarchos Wall, 1909
- Ahaetulla boigaSchmidt, 1927

Dendrelaphis pictus est une espèce de serpents de la famille des Colubridae.

## Galerie

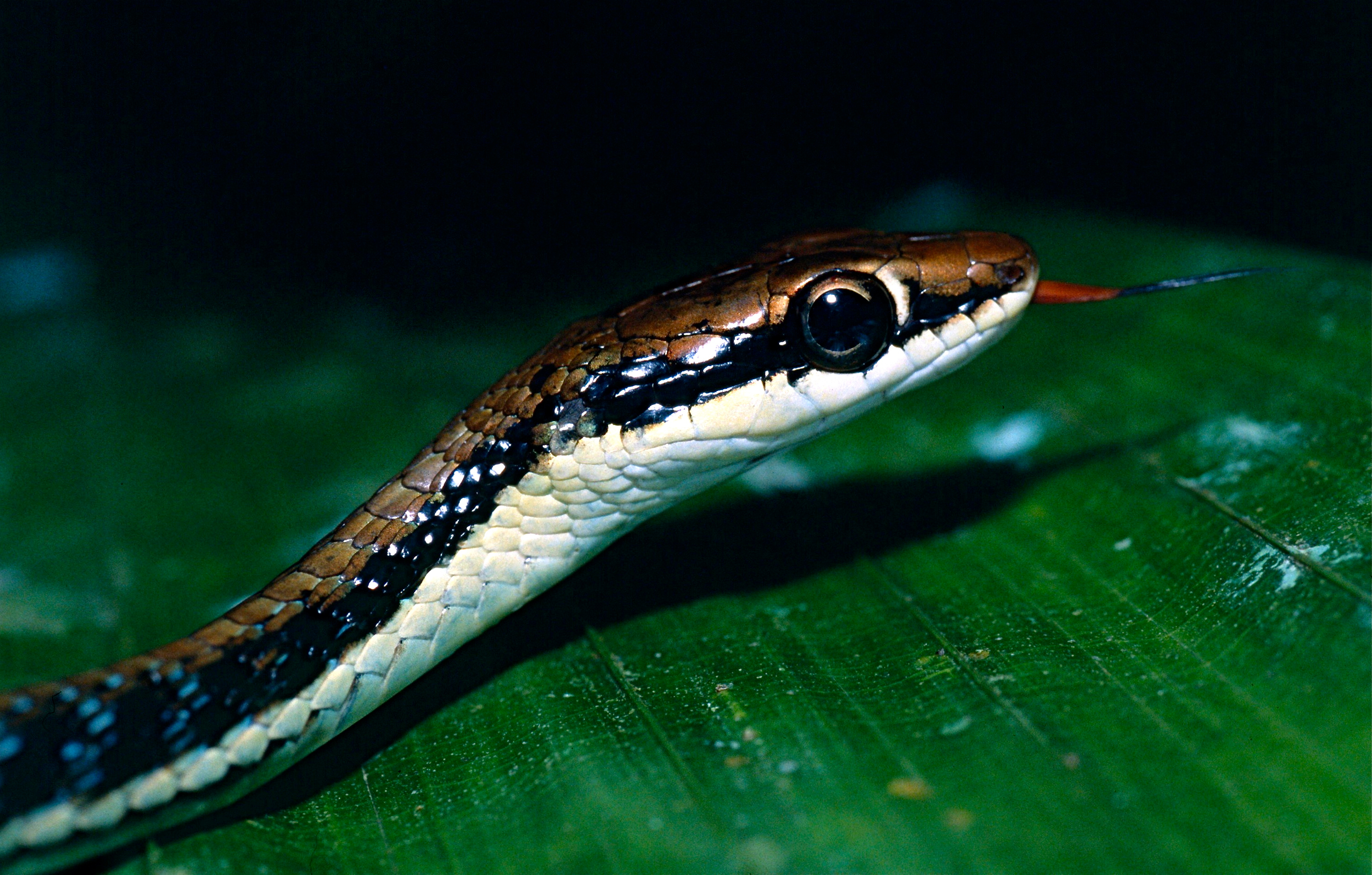
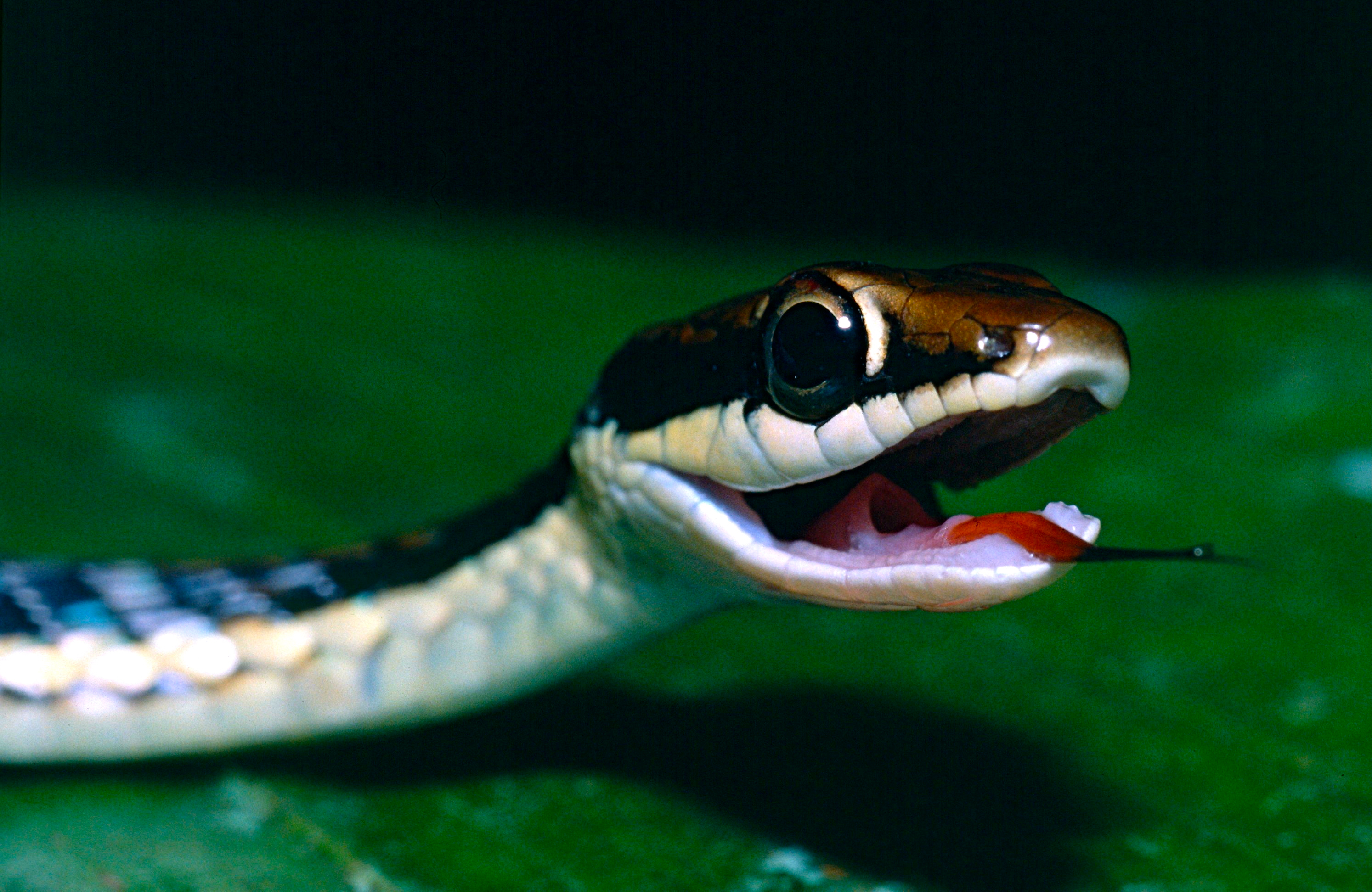
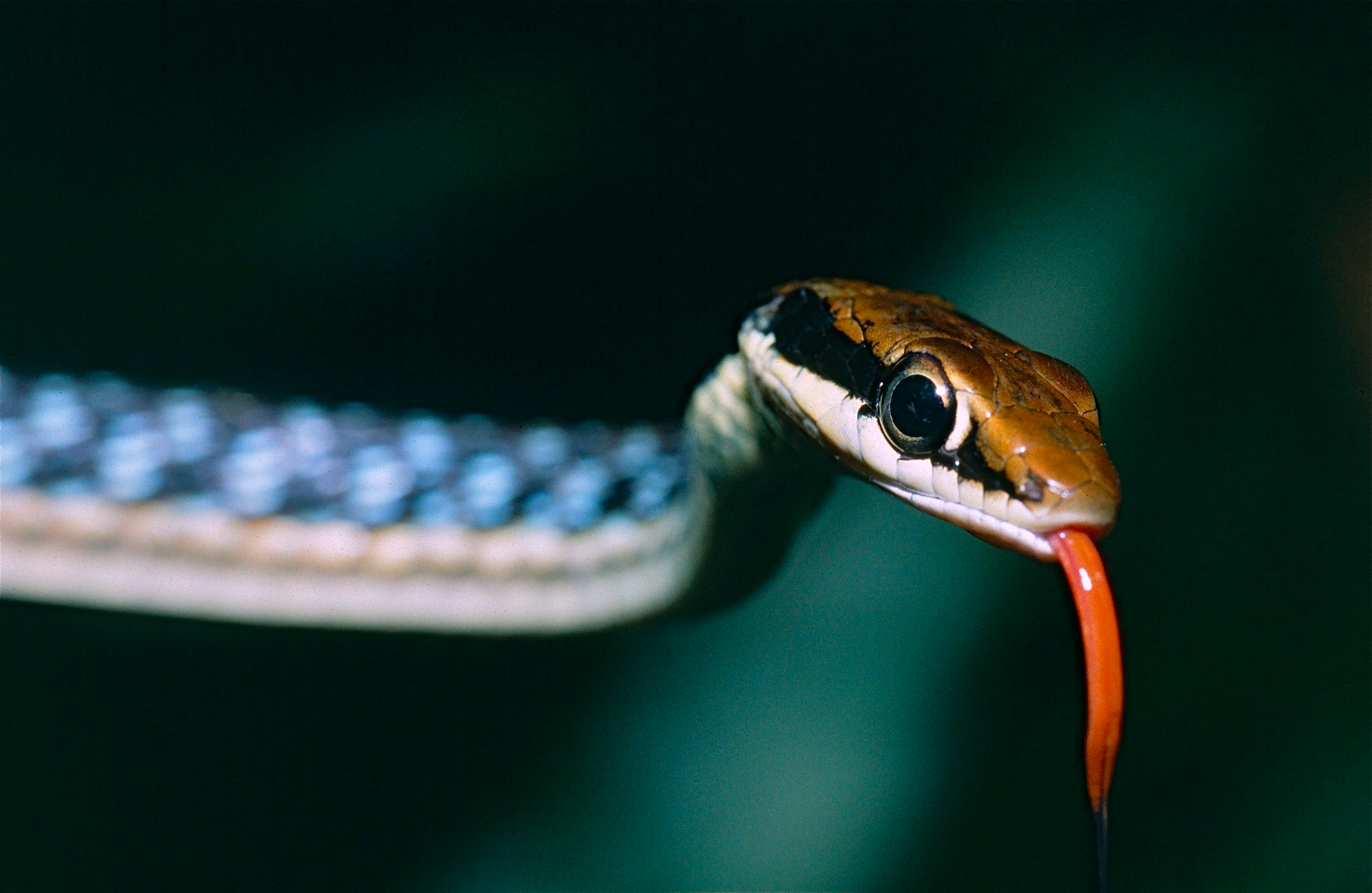
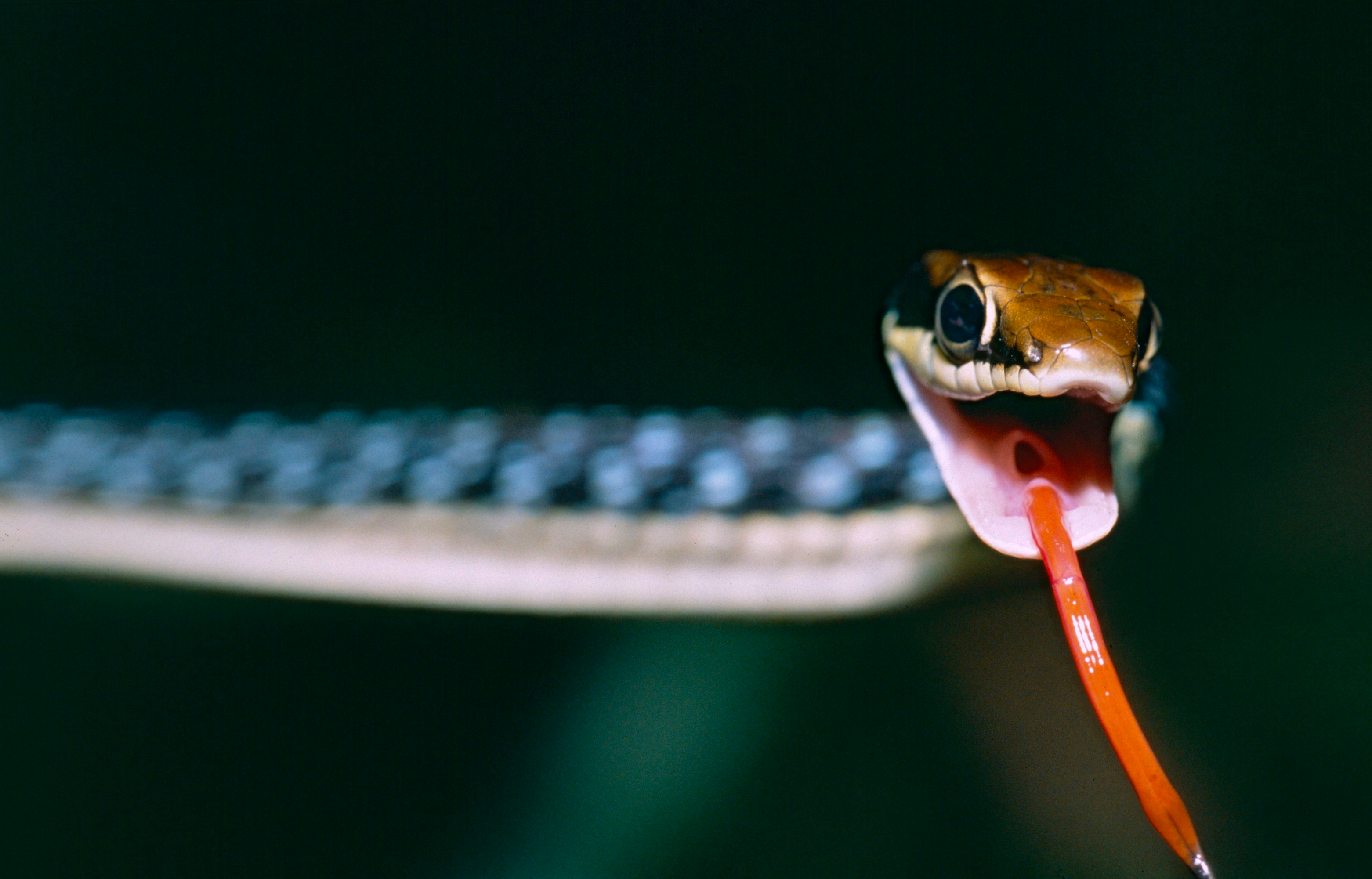

## Répartition
Cette espèce se rencontre au Bangladesh, sur l'île de Bornéo, au Cambodge, en Chine, en Inde, en Indonésie, au Laos, en Malaisie, aux Philippines, à Singapour, en Thaïlande et au Viêt Nam.
Sa présence est incertaine en Birmanie.

## Description

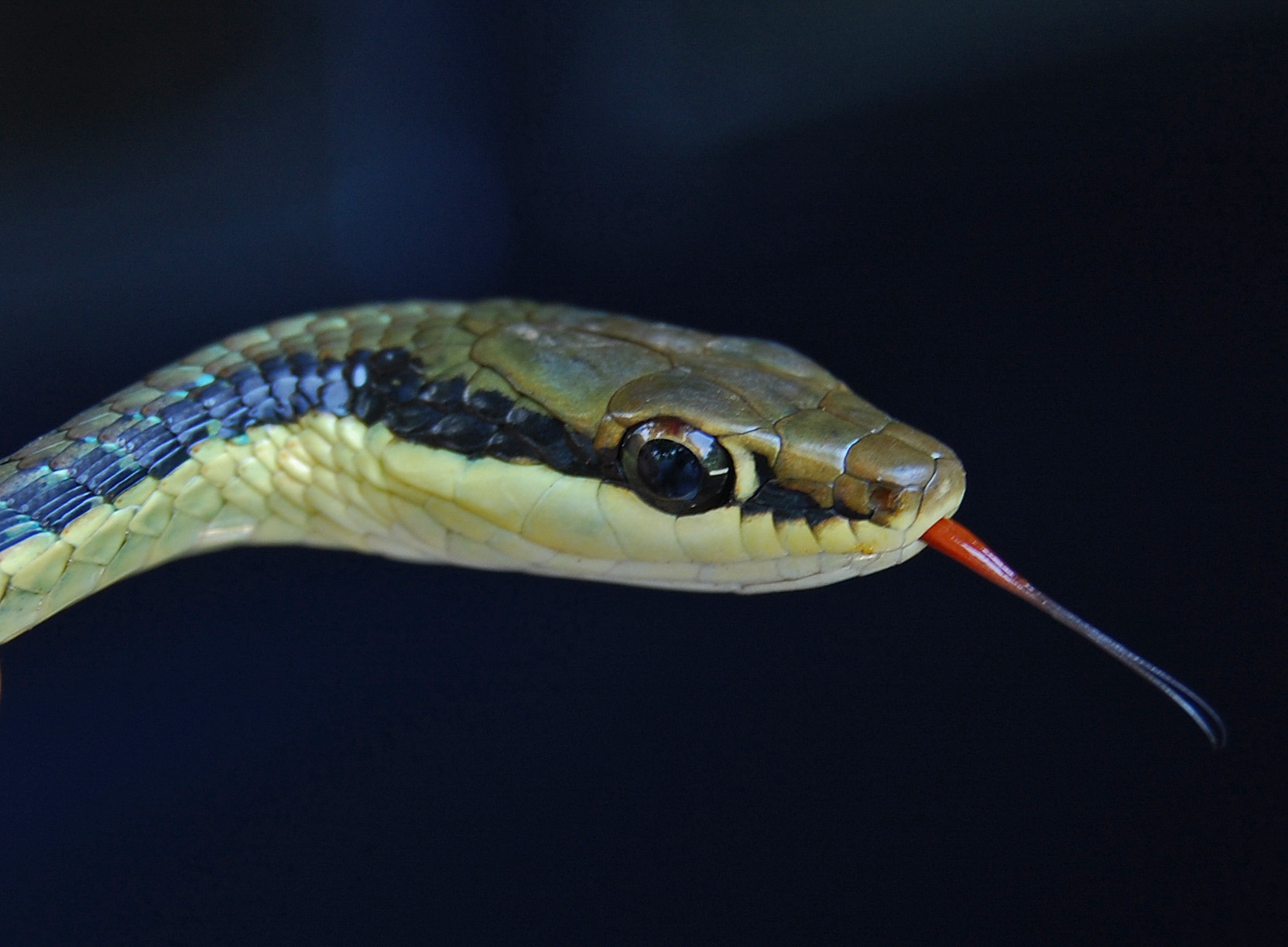
Dendrelaphis pictus, détail de la tête.

Dendrelaphis pictus est un serpent arboricole diurne. Il peut mesurer jusqu'à 121 cm.

## Publication originale
- Gmelin, J.F. 1789 : Caroli a Linné Systema naturae. 13. ed., Tomus 1 Pars 3. G. E. Beer, Lipsiae, p. 1033-1516 [Coluber pictus p. 1116] (texte intégral).